# 宇野義方
宇野 義方（うの よしかた、1919年11月12日 - 2009年8月12日）は、日本の国語学者。立教大学名誉教授。

## 経歴
1919年、宇野哲人の四男として東京に生まれた。東京帝国大学文学部国語学科で学び、1947年に卒業。
卒業後は、日本女子大学助教授。1956年、立教大学文学部助教授となり、1963年に教授昇進。1985年に立教大学を定年退職して名誉教授となった。共立女子短期大学客員教授、特任教授を務めた。
2009年8月12日、肺炎のため死去。

## 研究内容
- 専攻は国語学で、現代の実生活におけるコミュニケーション論など、生活と言語の研究をおこなった。揺れる現代語の実態にも関心を寄せた。

## 家族・親族
- 父：宇野哲人は中国哲学者。
- 長兄：宇野精一は中国哲学者、国語学者。
- 三兄：貫達人は歴史学者。(貫正雄の養子)
- 姉：東洋史研究者の桑田六郎夫人。
- 姉：物理学者の篠原健一夫人。
- 姉：経済学者の安藤良雄夫人。
- 弟：宇野健吾は経済学者。

## 著作

### 著書
- 『手紙術入門 これからの手紙文のゼミナール』 大泉書店、1968年
- 『対話術 相手をマイペースに乗せる法』 日本経済新聞社、1971年
- 『みごとな話術へ 知っておきたい言葉使いのミニマム』 広論社、1976年
- 『言葉の教養 躾の変遷と現代の問題点』 同文書院、1979年
- 『言語技術研究 コミュニケーションの実際的問題』 明治書院、1980年
- 『言語生活研究 コミュニケーションの基本的問題』 明治書院、1980年
- 『敬語をどのように考えるか』 南雲堂 叢書・ことばの世界、1985年
- 『言語生活史』 東京堂出版 国語学叢書、1986年
- 『敬語は恐い 社会人なら知っておきたい言葉の常識集』 ごま書房 ゴマブックス、1988年
- 『挨拶は恐い 「おはよう」のひと言にも、言い方がある』 ごま書房 ゴマブックス、1989年
- 『手紙は恐い あて名の書き方ひとつで、大恥をかく』 ごま書房 ゴマブックス、1989年
- 『ビジネス文書とビジネス談話 国語表現ハンドブック』 学術図書出版社、1991年
- 『知らないと恥をかく挨拶常識集』ごま書房、1992年 あなたはもう学生ではない
- 『知らないと恥をかく敬語常識集』ごま書房、1992年 あなたはもう学生ではない
- 『言葉づかいと敬語の要点』 新日本法規出版 (発売)、1994年
- 『日常語の言い間違い集 汚名挽回、弱冠十六歳、口先三寸…これらはすべて誤りです』 ごま書房 ゴマブックス、1994年
- 『日本語のお作法』 ごま書房 ゴマブックス、1996年
- 『美しく使いたい敬語の常識』 ネコ・パブリッシング 2002年 国語力をつける本
- 『知っておきたい日常語の常識』 ネコ・パブリッシング 2002年 国語力をつける本
- 『ワンランク上の心のこもった手紙の書き方』 幻冬舎 2004年
- 『言葉の教養 躾の変遷と現代の問題点』 クレス出版 2006年 《日本人、育てのなかのしつけ論》文献シリーズ

### 共著編
- 『学習本位の宇治拾遺物語』長野嘗一共著、学燈社、1959年
- 『国語学』編、学術図書出版社、1985年
- 『国語 やさしい文章表現』編、学術図書出版社、1989年
- 『国語の表現』川崎キヌ子共編、学術図書出版社、1990年
- 『国語表現 はなしかた・かきかた』編、学術図書出版社、1990年

## 参考
- セブンネット
- 『人事興信録』1995年、宇野精一の項。